# Leon Derlich
Leon Derlich (28. listopadu 1905 Karviná – 18. července 1965 tamtéž) byl polský etnograf, amatérský lingvista a dialektolog, publicista, spolupracovník hnutí odporu za 2. světové války.

## Životopis
Leon Derlich byl synem Jana, zedníka a horníka na dole Jan v Karviné, a Františky, roz. Bury. V roce 1912 se rodina přestěhovala do Fryštátu, do domu postaveného jeho otcem. Zde strávil celý život. Navštěvoval německou lidovou a měšťanskou školu ve Fryštátě (jiné zde nebyly). Po incidentu s národnostním sporem v pozadí spolu se čtyřmi spolužáky odešel z fryštátské školy a díky úsilí rodičů se stal studentem polského Reálného gymnázia v Orlové. Po maturitě začal studovat na Vysoké škole průmyslové v Krakově.
Ve věku 18 let onemocněl těžkým revmatismem. Při vojenské odvodové komisi v Českém Těšíně i přes upozornění lékaře nebyl zohledněn jeho zdravotní stav, a jelikož byl z vedlejšího okresu, musel svlečený dvě hodiny čekat ve studené chodbě na odvod. Jak sám uváděl, ke komisi ho museli donést. Progresivní onemocnění navzdory snaze lékařů po pěti letech připoutalo Leona do konce života na lůžko. Díky svému charakteru, statečnosti a lásce nejbližší rodiny našel své místo v životě a podle svých nejlepších sil a schopností celý život sloužil druhým. Nejvíc vděčil sestře Hermíně, která se vzdala vlastního rodinného života a věnovala se péči o bratra.
Fyzická paralýza Leona nezbavila jasnosti v myšlení a životního optimismu. V samostudiu a psaní našel řešení své nemoci. Studoval odbornou literaturu o historii regionu, ve kterém žil, vedl odbornou polemiku s osobami české a německé národnosti. Publikoval články v tisku na Zaolží a také psal satirické básně a povídky. Období 2. světové války strávil doma. Šokující je skutečnost, že dům Leona Derlicha se stal centrem hnutí odporu. Zde Leon organizoval materiální pomoc vystěhovalcům a válečným zajatcům v koncentračních táborech, mezi jinými v Polenlagru 40 ve Fryštátě. Po celou dobu okupace Derlichovi organizovali a poskytovali pomoc v podobě oblečení a potravin nejen vysídlencům, ale i vězňům v ostatních koncentračních táborech, a dokonce i partyzánům v Beskydech. Celková hodnota této podpory byla ve výši cca 130000 německých marek – v době totální války něco obdivuhodného, o čemž svědčí mnoho poštovních dokladů.
Navíc Derlich koordinoval tisk propagačních materiálů. Protože Němci neodebrali Derlichovi s ohledem na jeho zdravotní stav radiový přijímač, jeho byt byl zdrojem informací o situaci na frontách. Hořce úsměvný je fakt, že teprve po válce mu české úřady radiopřijímač zabavily za údajnou protistátní činnost. Důvodem byly dva otevřené dopisy prezidentu Edvardu Benešovi nazvané "K otázce Těšínska“, ve kterých veřejně bránil práva polské menšiny na Zaolží. Měl proběhnout soudní proces, na kterém se Derlich chtěl bránit sám. K tomu si připravil více než 90 stran strojopisu „Odpověď k otázce Těšínska“. V červenci 1948 byl proces zastaven.
Po tomto období se Derlich začal věnovat regionálním otázkám. Studoval folkloristiku, lingvistiku, dialektologii a toponomastiku a celé kulturní dědictví Zaolží. Nakonec dosáhl vysoké úrovně znalostí těchto oborů. Ty mu umožnily vést odborné diskuse s českými lingvisty (prof.A.Kellner), kteří naprosto tendenčně vysvětlovali původ a kořeny nářečí a historie Těšínska. Příkladem mohou být dříve uvedené otevřené dopisy a např. práce „Prastara nazwa słowiańska - w obronie Olzy“ („Dávný slovanský název - na obranu Olzy)”, ve které jednoznačně dokazuje správnost pojmenování řeky Olza. Jeho články vycházely v kulturně-společenském časopise Zwrot a Kalendářích Zwrotu. Jelikož obsah článků nebyl po vůli vládnoucí garnituře, byl donucen přestat publikovat. Podařilo se mu ale publikovat v Polsku. V šedesátých letech zde zveřejnil několik svých vědeckých pojednání v časopisech Zaranie Śląskie (Katovice) a Język Polski (Krakov). Připravil a zpracoval podklady o těšínském nářečí pro „Mały atlas gwar polskich“, „Atlas językowy Śląska“ nebo „Słownik gwar polskich“. Své články psal jedním prstem na psacím stroji umístěném na zvlášť upraveném stolku u postele. Klávesnici sledoval přes zrcadlo umístěné nad postelí.
V padesátých letech přišel s nápadem vytvořit na Zaolží vědecké pracoviště zabývající se nářečím a kulturou regionu. Jeho vize se stala skutečností na podzim v roce 1965 – tehdy při hlavním výboru PZKO vznikla Folklorická sekce (Sekcja Folklorystyczna), dnes Etnografická sekce (Sekcja Ludoznawcza). Sbíral také přísloví a lidová rčení - tyto sbírky pojmenované „Pokłosie” zůstaly ve strojopisu. Zaznamenal a nahrál ve správné fonetické podobě řadu lidových vyprávění. Téměř všechny Derlichovy studie se týkaly problematiky regionu, kterému věnoval své srdce. Leon Derlich zemřel 18. července 1965 v Karviné.

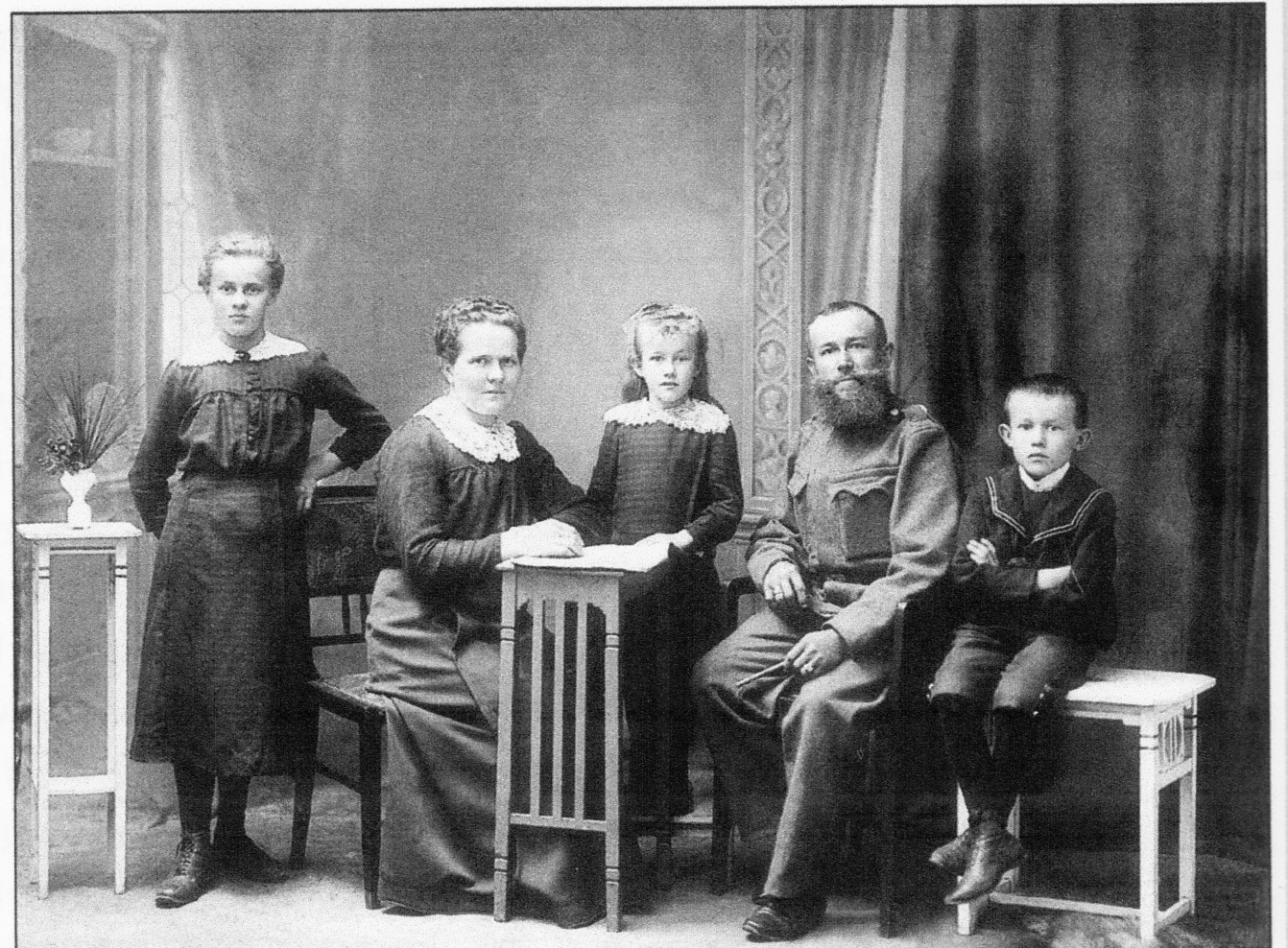
S rodinou v roce 1911
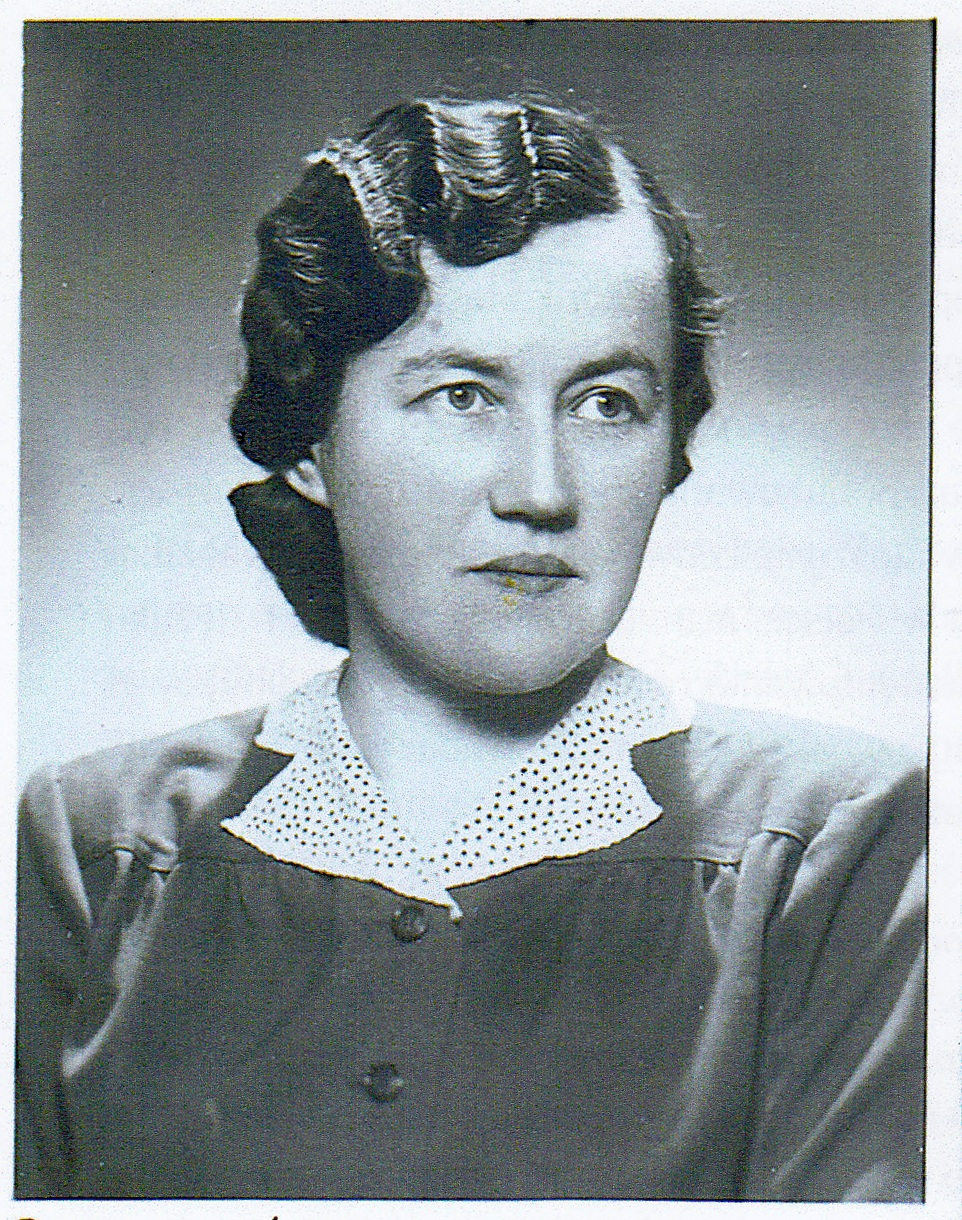
Hermina Derlich - sestra

## Přehled tvorby Leona Derlicha

### a) Články v časopise Zwrot v 50. letech 20. století
- Studium topograficzne z dziejów górniczej Karwiny
- Prawidłowość w budowie dialektu cieszyńskiego
- Rola języka polskiego na Śląsku Cieszyńskim w wiekach XVI i XVII
- Ludowe nazwy w Skrzeczoniu
- Nazwy osobowe chłopów śląskich sprzed 200 lat
- Zapomniany sałasz na Ropiczce

### b) Články v časopise Zaranie Śląskie (Katovice) v 60 letech
- Ludowe nazwy miejscowe w Suchej Górnej
- Ludowe nazwy miejscowe Lutyni Dolnej

### c) Články v časopise Język Polski (Krakov)
- Rachunek ślusarza frysztackiego z roku 1589
- Sposoby zapisywania gwary
- Prastara nazwa słowiańska (w obronie Olzy)

### d) Články v časopise Zwrot v 2005 roce
- Złodziej i śmierć,- 8/2005, s.73-75
- Dziennik czasu wojny -1,2,3/2005 s.25-29, s. 25-28
- Szkapino - 4/2005, s.70-74
- W kwestii cieszyńskiej - otevřený dopis presidentu ČSR prof. dr. Eduardu Benešovi – 5/2005, s.73-75
- Ostatnia przeszkoda (wspomnienie o profesorze Józefie Biedrawie) – 6/70-72
- Straszydło nocne, Móndro planeciorka – 7/2005, s.71-73
- Zaolzie – Gdańsk -w obronie prawdy kilka uwag – 10/2005, s.72-3
- Garść wspomnień - Mimo woli – 11/2005, s.69-72